# Knut von Geijer
Knut Ebbe von Geijer, född 12 maj 1864 i Riseberga, död 5 november 1948 i Oscars församling, Stockholm, var en svensk politiker (högerman) och borgmästare.
von Geijer blev 1892 vice häradshövding och var 1895–1929 borgmästare i Trelleborgs stad. Han var ledamot i styrelsen för Skånes Enskilda Banks kontor i Trelleborg. Han var ledamot av riksdagens andra kammare 1903–1908 och av första kammaren från 1909. Från början satt han i riksdagen som partilös om än med konservativa värderingar, men blev 1905 och fram till 1908 medlem av Nationella framstegspartiet, vars förtroenderåd han tillhörde. Sedan han 1909 blev medlem av första kammaren, anslöt han sig till Första kammarens moderata parti, och från 1912 till Första kammarens nationella parti.
1908 och 1911–1920 samt 1922–1932 var von Geijer medlem av Konstitutionsutskottet, 1924 dess vice ordförande. och 1925–1929 dess ordförande.
1931 var han även ledamot av andra lagutskottet. Von Geijer var även statsreviors 1912–1919 och oförande av statsrevisorerna 1916–1919, samt medlem av högerns förtroenderåd 1922–1931 och satt med i en rad kommittéer. Han var bland att en av undertecknarna av Påbodamotionen och medlem av den Lindmanska rösträttskommittén.
Han var av släkten von Geijer och gift med Esther Henckel (1875–1964). De är begravda på Donationskyrkogården i Helsingborg. En av deras döttrar var gift med diplomaten Adolf Croneborg (1900–1983).